# Malaysisk tiger
Den malaysiske tiger (latin: Panthera tigris jacksoni) lever kun i det sydlige Malaysia. Den blev først anerkendt som en underart i 2004. Den ligner den indokinesiske tiger. Der er kun mellem 600 og 800 malaysiske tigere tilbage i naturen.
- Wikimedia Commons har flere filer relateret til Malaysisk tiger

| Dyr | Spire Denne artikel om dyr er en spire som bør udbygges. Du er velkommen til at hjælpe Wikipedia ved at udvide den. |